# Báetán mac Ninnedo
Báetán mac Ninnedo Ard ri Érenn de 572 à 586

## Origine
Baétan serait le fils de Ninnid mac Dauí mac Conall Gulban le fondateur du Cenél Conaill. Dans ce contexte il est le seul Ard ri Ernn à être issu du Cenél Duach, fondé par l'éponyme Dauí, l'un des fils de Conall Gulban

## Ard ri Erenn
Les Annales d'Ulster, les Annales de Tigernach relèvent son meurtre en 586 et précisent qu’il fut tué par Cuiméne mac Colman Bec et Cuiméne mac Libren mac Illand mac Cerbaill à l’instigation de Colmán Bec (mort en 587) mac Diarmait mac Cerbaill.
Par contre les Annales d'Ulster et les Annales des quatre maîtres s’accordent pour le créditer d’un règne de seulement un an ce qui est en contradiction à la fois avec:
- Les Annales de Tigernach qui mentionnent son accession au trône de Tara en 573[3].
- La chronologie interne des Annales d’Ulster pour les règnes des Ard ri Érenn depuis Diarmait mac Cerbaill.
- La chronologie du règne de son successeur Áed mac Ainmerech mort en 598[4] à qui les Annales des quatre maîtres attribuent un règne de 27 ans mais qui devint Ard ri Érenn en 586[5].

Cette période d’une durée totale de 28 ans correspond en fait à la durée des règnes cumulés des deux Ard ri Érenn ; Baétan mac Ninnedo et Áed mac Ainmerech. La durée du règne de Báetán mac Ninnedo devant s’établir à environ 13/14 ans.

## Sources
- (en) Francis J. Byrne Irish Kings and High-Kings Four Courts History Classics Dublin réédition  de  2001  (ISBN 1 851821961)
- (en) Edel Bhreathnach, The kingship and landscape of Tara. Editor Four Courts Press for The Discovery Programme Dublin (2005)  (ISBN 1851829547).  Le Cenél Conaill, Table 6 p. 350-351.
- (en) Dictionary of Irish Biography article de Darren McGettigan et de   Ailbhe Mac Shamhrain, Báetán
- Annales d'Ulster